# Osasco
23°32′29″N 46°46′24″T / 23,54139°N 46,77333°T
Osasco là một đô thị tại bang São Paulo, Brasil. Đây là đô thị có dân số đông thứ 5 tại bang này. Đô thị này có diện tích 65 km², dân số năm 2003 là 678.583 người, mật độ dân số 10.439,74 người/km², lớn thứ 4 trong vùng đô thị São Paulo. Khu vực này từng là 1 quận của São Paulo cho đến ngày 19 tháng 2 năm 1962, khi nó trở thành một thành phố riêng. Đây là một đô thị thành phần của vùng đô thị São Paulo. Đô thị này cách thủ phủ bang São Paulo 16 km, nằm ở độ cao 760 m. Khí hậu ở đây bán nhiệt đới. Theo thống kê năm 2000, đô thị này có chỉ số phát triển con người 0,818, tỷ lệ biết đọc biết viết là 94,24%. 

## Các đô thị giáp ranh
Đô thị này giáp các đô thị sau:
|                                                       | Bắc: Santana de Parnaíba, São Paulo |                 |
| Tây: Barueri, Carapicuíba, Cotia, Santana de Parnaíba | Osasco                              | Đông: São Paulo |
|                                                       | Nam: Cotia, São Paulo               |                 |